# Lillo Parra
Lillo Parra é um quadrinista brasileiro de São Paulo. Começou trabalhando na área das artes cênicas, a qual se dedicou durante vinte anos, dez deles no Teatro Popular União e Olho Vivo. Criou o blog Gibi Rasgado para fazer resenhas sobre quadrinhos e estreou como roteirista no volume 2 da Coleção Shakespeare em Quadrinhos ("Sonho de uma noite de verão", com desenhos de Wanderson de Souza), da editora Nemo, trabalho pelo qual foi indicado como roteirista revelação no Troféu HQ Mix de 2012. No ano seguinte, ganhou o prêmio na categoria "adaptação para os quadrinhos" com o volume 4 da coleção ("A tempestade", com desenhos de Jefferson Costa). Em 2015, publicou o romance gráfico La Dansarina, em mais uma parceria com Jefferson Costa. O álbum conquistou os prêmios de Melhor edição nacional e Roteirista nacional no 28º Troféu HQ Mix. Em 2020, ao lado de Guido Moraes, Sérgio Barreto e Lucas Pimenta (da editora Quadro a Quadro) funda a editora Trem Fantasma.